# Ochthebius karasui
Ochthebius karasui är en skalbaggsart som beskrevs av Ferro 1986. Ochthebius karasui ingår i släktet Ochthebius och familjen vattenbrynsbaggar. Inga underarter finns listade i Catalogue of Life.